# زیردریایی کلاس اسکیپجک
سابمارین کلاس اسکیپجک (به انگلیسی: Skipjack-class submarine) یک کلاس از زیردریایی است که طول آن 251.7 ft (77 m) می‌باشد.